# Fényes Adolf műveinek listája
Az alábbi nem teljes lista Fényes Adolf műveit sorolja fel.
| Kép | Festmény címe                                           | készítés éve     | technika                        | méret            | tulajdonos                         |
| --- | ------------------------------------------------------- | ---------------- | ------------------------------- | ---------------- | ---------------------------------- |
|     | Női portré                                              | 1893             | olaj, táblán                    | 40.4 × 28.9 cm   | magángyűjtemény                    |
|     | Cívódás                                                 | 1896             | olaj, vászon?                   |                  |                                    |
|     | Öregember                                               | 1897             | olaj, vászon?                   |                  |                                    |
|     | Család                                                  | 1898             | olaj, vászon?                   |                  |                                    |
|     | Özvegyasszony                                           | 1899             | olaj, vászon                    | 156 × 108 cm     | Magyar Nemzeti Galéria, Budapest   |
|     | Szerelem (A csók)                                       | 1899             | olaj, vászon                    | 51 × 41 cm       | magángyűjtemény                    |
|     | Néma utca                                               | 1899             | olaj, vászon                    | 100.5 × 120.5 cm | Magyar Nemzeti Galéria, Budapest   |
|     | Zagyvapart, Szolnok                                     | 1899             | olaj, vászon                    | 60 × 69.5 cm     | magángyűjtemény                    |
|     | Erdőszél                                                | 1899             | olaj, vászon                    | 70 × 100 cm      | magángyűjtemény                    |
|     | Fiatal lány                                             | 1900 körül?      | olaj, vászon                    | 48 × 47.5 cm     | magángyűjtemény                    |
|     | Napszámos                                               | 1900 körül       | olaj, vászon                    | 70 × 60.5 cm     | magángyűjtemény                    |
|     | Fiú arckép                                              | 1900 körül       | olaj, vászon                    | 37 × 30 cm       | magángyűjtemény                    |
|     | Cipós csendélet                                         | 1900             | olaj, vászon                    | 50 × 70 cm       | magángyűjtemény                    |
|     | Napszámos                                               | 1900 körül       | olaj, vászon                    | 100 × 80 cm      | Magyar Nemzeti Galéria, Budapest   |
|     | Napszámos                                               | 1901             | olaj, vászon                    | 190 × 119 cm     | Munkácsy Mihály Múzeum, Békéscsaba |
|     | Anya                                                    | 1901             | olaj, vászon                    | 130.5 × 133 cm   | Magyar Nemzeti Galéria, Budapest   |
|     | Téli kikötő                                             | 1902 körül       | Tempera, vászon                 | 30 × 40 cm       | magángyűjtemény                    |
|     | Tükröződés (Szolnok)                                    | 1902 körül       | olaj, fa                        | 26 × 35 cm       | magángyűjtemény                    |
|     | Öregasszony                                             | 1902             | olaj, vászon                    |                  |                                    |
|     | Ringató                                                 | 1902             | olaj, vászon                    | 57 × 45 cm       | magángyűjtemény                    |
|     | Anyaság                                                 | 1902             | olaj, vászon                    | 164 × 108 cm     | Magyar Nemzeti Galéria, Budapest   |
|     | Anyaság                                                 | 1902             | olaj, vászon?                   |                  |                                    |
|     | Ebéd                                                    | 1902             | olaj, vászon                    | 138 × 165 cm     | Magyar Nemzeti Galéria, Budapest   |
|     | Vasárnap csendje a földeken                             | 1902             | olaj, vászon                    | 90,5 × 100 cm    | Magyar Nemzeti Galéria, Budapest   |
|     | Hazatérő testvérek                                      | 1903             | olaj, vászon                    | 101 × 106 cm     | magángyűjtemény                    |
|     | Utca Vácott                                             | 1904             | olaj, vászon                    | 70 × 50 cm       | Magyar Nemzeti Galéria, Budapest   |
|     | Kisvárosi délelőtt                                      | 1904             | olaj, vászon                    | 86 × 79 cm       | Magyar Nemzeti Galéria, Budapest   |
|     | Téli verőfény                                           | 1904             | olaj, vászon                    | 24.7 × 26.7 cm   | Magyar Nemzeti Galéria, Budapest   |
|     | Egy legény meg egy leány                                | 1904             | olaj, vászon                    | 128.5 × 108.3 cm | Magyar Nemzeti Galéria, Budapest   |
|     | Csöndes Boldogság                                       | 1904             | olaj, vászon?                   |                  |                                    |
|     | Babfejtők                                               | 1904             | olaj, vászon                    | 86 × 79 cm       | Magyar Nemzeti Galéria, Budapest   |
|     | Kosarat vivő parasztlány                                | 1904             | olaj, vászon                    | 70.5 × 57 cm     | Magyar Nemzeti Galéria, Budapest   |
|     | Kohner Adolf portréja                                   | 1905             | olaj, vászon?                   |                  |                                    |
|     | Asztalos                                                | 1905             | olaj, vászon                    | 110 × 80 cm      | Herman Ottó Múzeum, Miskolc        |
|     | Falusi jelenet                                          | 1905 körül       | olaj, vászon                    | 74 × 68 cm       | magángyűjtemény                    |
|     | Udvaron                                                 | 1905 körül       | olaj, vászon                    | 84 × 94 cm       | magángyűjtemény                    |
|     | Ebéd (szegények ebédje)                                 | 1905 körül       | olaj, vászon                    | 29.5 × 26 cm     | magángyűjtemény                    |
|     | Testvérek                                               | 1906             | olaj, vászon                    | 121 × 101 cm     | Magyar Nemzeti Galéria, Budapest   |
|     | Falusi utcarészlet                                      | 1907             | olaj, vászon                    | 77.7 × 68 cm     | Magyar Nemzeti Galéria, Budapest   |
|     | Két falusi lány                                         | ismeretlen dátum | olaj, vászon                    | 70 × 60 cm       | Damjanich János Múzeum, Szolnok    |
|     | Leány kávédarálóval                                     | ismeretlen dátum | olaj, vászon                    | 37 × 29.5 cm     | magángyűjtemény                    |
|     | Parasztszoba három gyerekkel                            | 1907             | olaj, vászon                    | 75 × 86 cm       | magángyűjtemény                    |
|     | Szentendrei háztetők                                    | 1907             | olaj, farost                    | 52.5 × 70.5 cm   | magángyűjtemény                    |
|     | Napsütéses vasárnap délelőtt                            | 1907 körül       | olaj, vászon                    | 22 × 34.5 cm     | magángyűjtemény                    |
|     | Napsütéses vasárnap délelőtt                            | 1907             | olaj, vászon                    | 72 × 79.5 cm     | Magyar Nemzeti Galéria, Budapest   |
|     | Csendélet nárciszokkal és naranccsal                    | 1907             | olaj, vászon                    | 43 × 44 cm       | magángyűjtemény                    |
|     | Szentendrei táj                                         | 1907-1908        | olaj, vászon                    | 34 × 41.5 cm     | magángyűjtemény                    |
|     | Terítés                                                 | 1908             | olaj, vászon                    | 22 × 34.5 cm     | Kecskeméti képtár, Kecskemét       |
|     | Véghelyi Viktor képmása (Kalapos férfi vörös szegfűvel) | 1908             | olaj, karton                    | 64 × 52 cm       | magángyűjtemény                    |
|     | Ünnepnap (szobában)                                     | 1909             | olaj, karton                    | 91 × 68 cm       | magángyűjtemény                    |
|     | Kugler Sütemények                                       | 1909 körül       | olaj, vászon                    | 38.5 × 54 cm     | magángyűjtemény                    |
|     | Kugler Sütemények                                       | 1910             | olaj, vászon                    | ?                | magángyűjtemény                    |
|     | Mákoskalács                                             | 1910             | olaj, vászon                    | 86 × 79 cm       | Magyar Nemzeti Galéria, Budapest   |
|     | Csendélet                                               | 1910             | olaj, vászon                    | 76 × 100 cm      | magángyűjtemény                    |
|     | Flórián tér                                             | 1910             | olaj, vászon                    | 54 × 69 cm       | magángyűjtemény                    |
|     | A Saint-Cloudi Szajna híd                               | 1910 körül       | olaj, vászon                    | 29 × 46 cm       | magángyűjtemény                    |
|     | A szolnoki vártemplom                                   | 1910 körül       | olaj, vászon                    |                  | Lappang                            |
|     | Könyvek                                                 | 1911             | olaj, vászon                    | 71.5 × 96.4 cm   | Magyar Nemzeti Galéria, Budapest   |
|     | Zagyva-híd                                              | 1911             | olaj, vászon                    |                  |                                    |
|     | Mme de Maintenon szalonja                               | 1911             | olaj, vászon                    | 74 × 98 cm       | magángyűjtemény                    |
|     | Terem a Palazzo Pittiben (Múzeumbelső)                  | 1912             | olaj, papírlemez                | 74 × 92 cm       | Lappang                            |
|     | A torta                                                 | 1912             | olaj, karton                    | 73 × 100 cm      | magángyűjtemény                    |
|     | Vasárnap délután                                        | 1910-12 körül    | olaj, vászon                    | 85 × 93.5 cm     | magángyűjtemény                    |
|     | Csendélet porcelánórával                                | 1910-12 körül    | olaj, vászon                    | ?                | magángyűjtemény                    |
|     | Mesetáj                                                 | 1913 után        | olaj, vászon                    | 52 × 58 cm       | magángyűjtemény                    |
|     | Csendélet kártyákkal                                    | 1913             | olaj, vászon                    | 90.5 × 105.5 cm  | magángyűjtemény                    |
|     | A kiscelli múzeumban                                    | 1913             | olaj, vászon                    | ?                | Kiscelli Múzeum, Budapest          |
|     | Várostrom                                               | 1914             | olaj, vászon                    | 84.5 × 118.5 cm  | magángyűjtemény                    |
|     | Régi város                                              | 1914             | olaj, vászon?                   | ?                | Lappang                            |
|     | A zsidók megverik Amálek seregét                        | 1915             | olaj, vászon?                   | ?                | Lappang                            |
|     | Romantika                                               | 1916             | olaj, vászon?                   | ?                | Lappang                            |
|     | Szent Ferenc prédikál a madaraknak                      | 1917             | olaj, vászon?                   | ?                | Lappang                            |
|     | A Villa                                                 | 1918             | olaj, vászon?                   | ?                | Lappang                            |
|     | Kastélypark                                             | 1917             | olaj, vászon                    | 22.5 × 34.5 cm   | magángyűjtemény                    |
|     | Szerelmesek kertje                                      | 1917             | olaj, vászon                    | 76 × 107 cm      | magángyűjtemény                    |
|     | Májusi táj                                              | 1919             | olaj, vászon?                   | ?                | Lappang                            |
|     | Behavazott város II                                     | 1920             | olaj, vászon                    | 72 × 97 cm       | magángyűjtemény                    |
|     | Alföldi országút eső után                               | 1921             | olaj, vászon                    | 64 × 95.5 cm     | magángyűjtemény                    |
|     | A piros napernyő                                        | 1923             | olaj, vászon                    | 50 × 73 cm       | magángyűjtemény                    |
|     | A folyó                                                 | 1925             | olaj, vászon                    | 73 × 104 cm      | magángyűjtemény                    |
|     | Tavaszi szántás                                         | 1927 körül       | olaj, vászon                    | 62 × 86.5 cm     | magángyűjtemény                    |
|     | Őszi derülés eső után                                   | 1927             | olaj, fa                        | 12 × 17 cm       | magángyűjtemény                    |
|     | Tanyavilág                                              | 1927             | olaj, vászon                    | 46 × 60.5 cm     | magángyűjtemény                    |
|     | Nyugtalan idő                                           | 1929             | olaj, vászon                    | 52 × 83 cm       | magángyűjtemény                    |
|     | Áldott nyár II. (mesetáj lovakkal)                      | 1930 körül       | olaj, vászon                    | 64 × 95 cm       | magángyűjtemény                    |
|     | Folyóparti táj (idilli hangulat)                        | 1931             | olaj, vászon                    | 73.5 × 105 cm    | magángyűjtemény                    |
|     | Alföldi tanya                                           | 1938             | olaj, vászon                    | 29 × 39 cm       | magángyűjtemény                    |
|     | Öreg festő téli tájban                                  | 1940 körül       | olaj, vászon                    | 84 × 80 cm       | magángyűjtemény                    |
|     | Öregasszony                                             | ismeretlen dátum | olaj, vászon?                   |                  |                                    |
|     | Szerecsen                                               | ismeretlen dátum | olaj, vászon                    | 70 × 51.5 cm     | magángyűjtemény                    |
|     | Fiúcska                                                 | ismeretlen dátum | olaj, vászon                    | 44 × 38 cm       | magángyűjtemény                    |
|     | Ádám és Éva a Paradicsomban                             | ismeretlen dátum | olaj, vászon                    | 80 × 70 cm       | magángyűjtemény                    |
|     | Nyári verőfény                                          | ismeretlen dátum | olaj, vászon                    | 57 × 70 cm       | magángyűjtemény                    |
|     | Rakpart gőzössel                                        | ismeretlen dátum | olaj, karton                    | 21.5 × 31 cm     | magángyűjtemény                    |
|     | Szolnoki utca                                           | ismeretlen dátum | olaj, vászon                    | 23 × 33 cm       | magángyűjtemény                    |
|     | Hazafelé (nyár)                                         | ismeretlen dátum | olaj, fa                        | 32 × 38 cm       | magángyűjtemény                    |
|     | Falusi utca alakokkal                                   | ismeretlen dátum | olaj, vászon                    | 44 × 48 cm       | magángyűjtemény                    |
|     | Cívódás (vázlat                                         | ismeretlen dátum | olaj, vászon                    | 74 × 60 cm       | magángyűjtemény                    |
|     | Kertben                                                 | ismeretlen dátum | olaj, vászon                    | 31 × 41 cm       | magángyűjtemény                    |
|     | Belső udvar                                             | ismeretlen dátum | olaj, vászon                    | 55 × 68 cm       | magángyűjtemény                    |
|     | Szentendrei részlet                                     | ismeretlen dátum | olaj, vászon                    | 31.5 × 32.5 cm   | magángyűjtemény                    |
|     | A szajna                                                | ismeretlen dátum | olaj, fa                        | 16 × 21 cm       | magángyűjtemény                    |
|     | A Tisza Szolnoknál                                      | ismeretlen dátum | olaj, vászon                    | 56 × 75 cm       | magángyűjtemény                    |
|     | Házak a szolnoki tájban                                 | ismeretlen dátum | olaj, vászon                    | 60 × 71 cm       | magángyűjtemény                    |
|     | Felhős táj                                              | ismeretlen dátum | olaj, vászon                    | 45 × 66.5 cm     | magángyűjtemény                    |
|     | Szolnok környékén                                       | ismeretlen dátum | olaj, karton                    | 49 × 70 cm       | magángyűjtemény                    |
|     | Firenze, a Ponte Veccio esőben                          | ismeretlen dátum | olaj, fa                        | 11.5 × 17 cm     | magángyűjtemény                    |
|     | Bárkák a tiszán                                         | ismeretlen dátum | olaj, vászon                    | 22.5 × 28 cm     | magángyűjtemény                    |
|     | Tanya                                                   | ismeretlen dátum | olaj, vászon kartonra kasírozva | 33 × 245 cm      | magángyűjtemény                    |
|     | Kecskeméti látkép                                       | ismeretlen dátum | olaj, fa                        | 20 × 32.5 cm     | magángyűjtemény                    |
|     | Hortobágy                                               | ismeretlen dátum | olaj, fa                        | 21 × 32 cm       | magángyűjtemény                    |
|     | Alföldi táj                                             | ismeretlen dátum | olaj, fa                        | 27 × 45 cm       | magángyűjtemény                    |
|     | Folyópart                                               | ismeretlen dátum | olaj, fa                        | 11.5 × 16.5 cm   | magángyűjtemény                    |
|     | A pálvölgy                                              | ismeretlen dátum | olaj, fa                        | 15.5 × 21 cm     | magángyűjtemény                    |
|     | Alföldi táj (Szolnok)                                   | ismeretlen dátum | olaj, vászon                    | 27.5 × 40 cm     | magángyűjtemény                    |
|     | A völgy                                                 | ismeretlen dátum | olaj, vászon                    | 45.5 × 60.5 cm   | magángyűjtemény                    |
|     | Vihar előtti fények                                     | ismeretlen dátum | olaj, vászon                    | 61 × 78 cm       | magángyűjtemény                    |
|     | Kastélypark tóva                                        | ismeretlen dátum | olaj, vászon                    | 29 × 37.5 cm     | magángyűjtemény                    |
|     | Vihar előtti fények                                     | ismeretlen dátum | olaj, vászon                    | 50 × 60 cm       | magángyűjtemény                    |
|     | Mesetáj                                                 | ismeretlen dátum | olaj, vászon                    | 46 × 69 cm       | magángyűjtemény                    |
|     | Áldozat                                                 | ismeretlen dátum | olaj, vászon                    | 47 × 60.5 cm     | magángyűjtemény                    |
|     | Mesetáj                                                 | ismeretlen dátum | olaj, vászon                    | 89 × 114 cm      | magángyűjtemény                    |
|     | Háromkirályok                                           | ismeretlen dátum | olaj, vászon                    | 30 × 40.5 cm     | magángyűjtemény                    |
|     | Tavaszi piknik                                          | ismeretlen dátum | olaj, vászon                    | 35.5 × 36 cm     | magángyűjtemény                    |
|     | Dombos táj kirándulókkal                                | ismeretlen dátum | olaj, vászon                    | 62 × 87 cm       | magángyűjtemény                    |
|     | Anya és Gyermekei                                       | ismeretlen dátum | olaj, vászon                    | 83.5 × 80 cm     | magángyűjtemény                    |
|     | Dombos táj                                              | ismeretlen dátum | olaj, karton                    | 51.5 × 65 cm     | magángyűjtemény                    |
|     | Tavaszi séta                                            | ismeretlen dátum | olaj, vászon                    | 47 × 59.5 cm     | magángyűjtemény                    |
|     | Alföldi táj                                             | ismeretlen dátum | olaj, fa                        | 10 × 16 cm       | magángyűjtemény                    |
|     | Felhős mesetáj                                          | ismeretlen dátum | olaj, vászon                    | 44 × 66.5 cm     | magángyűjtemény                    |
|     | Rebeka a kútnál                                         | ismeretlen dátum | olaj, vászon?                   |                  |                                    |
|     | Folyópart                                               | ismeretlen dátum | olaj, vászon?                   |                  |                                    |
|     | Tóparton                                                | ismeretlen dátum | olaj, vászon                    | 33 × 43 cm       | magángyűjtemény                    |